# Usnea parvula
Usnea parvula är en lavart som beskrevs av Motyka. Usnea parvula ingår i släktet Usnea och familjen Parmeliaceae.   Inga underarter finns listade i Catalogue of Life.